# Hipólito Mejía
Rafael Hipólito Mejía Domínguez (* 22. února 1941 Santiago de los Caballeros) je dominikánský politik, který byl v letech 2000–2004 prezidentem Dominikánské republiky.
Během jeho prezidentského období byla země postižena jednou z nejhorších hospodářských krizí, vyvolanou bankrotem tří velkých komerčních bank v zemi, což mělo za následek vysokou inflaci, vysoký rizikový rating země, devalvaci měny a nárůst místní chudoby. Další újmu na Mejíově pověsti způsobilo zatčení bývalého armádního kapitána Quirina Paulina. Quirino byl zatčen poté, co byl napojen na rozsáhlou síť obchodníků s drogami, a v následném právním a politickém procesu byly odhaleny vazby na Mejíu. Mejía vyslal 604 dominikánských vojáků do války v Iráku.
V prezidentských volbách v roce 2004 se ucházel o druhé funkční období jako kandidát Dominikánské revoluční strany, ale byl poražen Leonelem Fernándezem z Dominikánské strany osvobození, kterého ve funkci prezidenta vystřídal v roce 2000.